# Nittenau
Nittenau – miasto w Niemczech, w kraju związkowym Bawaria, w rejencji Górny Palatynat, w regionie Oberpfalz-Nord, w powiecie Schwandorf. Leży około 18 km na południowy wschód od Schwandorfu, nad rzeką Regen, przy drodze B16n.
1 listopada 2013 do miasta przyłączono 5,2 km² pochodzące z dzień wcześniej rozwiązanego obszaru wolnego administracyjnie Einsiedler und Walderbacher Forst. W tym samym dniu przyłączono również 0,02 km² z gminy targowej Bruck in der Oberpfalz oraz 0,12 km² z gminy Walderbach w powiecie Cham.

## Współpraca
Miejscowość partnerska:
- Lake Zurich, Stany Zjednoczone
- Přeštice, Czechy

## Zabytki
- Kościół parafialny (Unsere Liebe Frau)
- zamek Bodenstein
- zamek Hof am Regen
- gród Stefling
- ruiny zamku Stockenfels
- klasztor Reichenbach
- dawny klasztor Walderbach, obecnie muzeum

## Osoby urodzone w Nittenau
- Evermod Groll - kompozytor
- Klaus Heinrich – kompozytor, religioznawca
- Eustachius Kugler – bonifrat
- Franz Loritz – piosenkarz
- Heribert Prantl(inne języki) – publicysta, redaktor Süddeutsche Zeitung